# 1670
| [ Edytuj tabelę ]              | |
| Król Polski                    | - 1668 Michał Korybut Wiśniowiecki 1674 |
| Współksiążęta Andory           | - 1664 Melcior Palau i Bosca 1670 - 1670 Pere de Copons i de Teixidor 1681 - 1643 Ludwik XIV 1715                                                   |
| Król Anglii i Szkocji          | - 1660 Karol II 1685 |
| Elektor Bawarii                | - 1651 Ferdynand Maria 1679 |
| Elektor Brandenburgii          | - 1640 Fryderyk Wilhelm 1688 |
| Sułtan Brunei                  | - 1660 Abdul Mubin 1673 |
| Cesarz Chin                    | - 1661 Kangxi 1722 |
| Król Czech                     | - 1657 Leopold I Habsburg 1705 |
| Król Danii                     | - 1648 Fryderyk III 1670 - 1670 Chrystian V 1699 |
| Dalajlama                      | - 1617 Lobsang Gjaco 1682 |
| Cesarz Etiopii                 | - 1667 Jan I 1682 |
| Król Francji                   | - 1643 Ludwik XIV 1715 |
| Król Hiszpanii                 | - 1665 Karol II 1700 |
| Landgraf Hesji-Kassel          | - 1663 Wilhelm VII Heski 1670 - 1670 Karol I Heski 1730                                                                                             |
| Stadhouder Holandii            | - 1650 pierwszy okres bez stadhoudera 1672 |
| Szach Iranu                    | - 1666 Safi II 1694 |
| Państwo Wielkich Mogołów       | - 1658 Aurangzeb 1707 |
| Król Irlandii                  | - 1660 Karol II Stuart 1685 |
| Cesarz Japonii                 | - 1663 Reigen 1687 |
| Kalif                          | - 1648 Mehmed IV 1687 |
| Patriarcha Konstantynopola     | - 1668 Metody III 1671 |
| Władca Korei                   | - 1659 Hyŏnjong 1674 |
| Książę Kurlandii i Semigalii   | - 1642 Jakub Kettler 1682 |
| Książę Liechtensteinu          | - 1627 Karol Euzebiusz 1684 |
| Sułtan Maroka                  | - 1666 Maulaj Raszid 1672 |
| Książę Monako                  | - 1662 Ludwik I 1702 |
| Król Nawarry                   | - 1643 Ludwik XIV 1710 |
| Król Norwegii                  | - 1648 Fryderyk III 1670 - 1670 Chrystian V 1699 |
| Sułtan Omanu                   | - 1649 Sultan I ibn Sajf 1688 |
| Elektor Palatynatu             | - 1648 Karol I Ludwik 1680 |
| Papież                         | - 1670 Klemens X 1676 |
| Książę Parmy i Piacenzy        | - 1646 Ranuccio II 1694 |
| Król Portugalii                | - 1656 Alfons VI 1683 |
| Książę w Prusach               | - 1640 Fryderyk Wilhelm Wielki Elektor 1688 |
| Car Rosji                      | - 1645 Aleksy I 1676 |
| Cesarz Rzymski (niemiecki)     | - 1658 Leopold I Habsburg 1705 |
| Kapitanowie Regenci San Marino | - 1669 Giacomo Belluzzi Giambattista Tosini 1670 - 1670 Marc'Antonio Gozi Marc'Antonio Ceccoli 1670 - 1670 Lodovico Belluzzi Innocenzo Bonelli 1671 |
| Elektor Saksonii               | - 1656 Jan Jerzy II Wettyn 1680 |
| Król Szwecji                   | - 1660 Karol XI 1697 |
| Król Tajlandii                 | - 1656 Narai 1688 |
| Sułtan Turków                  | - 1648 Mehmed IV 1687 |
| Doża Wenecji                   | - 1659 Domenico Contarini 1674 |
| Król Węgier                    | - 1655 Leopold I 1705 |
| Książęta Wirtembergii          | - 1628 Eberhard III 1674 |

Rok 1670 / MDCLXX
stulecia: XVI wiek ~
XVII wiek ~
XVIII wiek

lata: 1660 «
1665 «
1666 «
1667 «
1668 «
1669 «
1670
» 1671
» 1672
» 1673
» 1674
» 1675
» 1680

## Wydarzenia w Polsce
- styczeń – odbyły się ziemskie sejmiki przedsejmowe
- 27 lutego – ślub króla Polski Michała Korybuta Wiśniowieckiego z arcyksiężniczką austriacką Eleonorą Habsburżanka na Jasnej Górze w Częstochowie
- 28 lutego – uroczystości weselne Michała Korybuta Wiśniowieckiego i Eleonory Habsburżanki w pałacu w Kruszynie
- 5 marca – rozpoczęcie Sejmu zwyczajnego w Warszawie
- konfederacja wojskowa w Trembowli w obronie hetmana wielkiego koronnego Jana Sobieskiego związanego ze spiskowcami dążącymi do detronizacji króla Michała
- 26 marca – zerwanie Sejmu przez Benedykta Zabokrzyckiego
- kwiecień-maj (Powstanie chłopskie na Podhalu) – stłumienie powstania przez wojsko koronne[1]
- 27 i 30 czerwca – wydanie decyzji o zwołaniu sejmu zwyczajnego
- lipiec-sierpień – odbyły się sejmiki przedsejmowe
- 9 września – rozpoczęcie obrad sejmu zwyczajnego
- 19 października – w kolegiacie św. Jana Chrzciciela w Warszawie Eleonora Habsburżanka została koronowana na królową Polski
- 31 października – zakończenie obrad sejmu zwyczajnego
- 27 listopada – agenci elektora brandenburskiego Fryderyka Wilhelma Wielkiego Elektora porwali z Warszawy Krystiana Kalksteina, zwolennika połączenia Prus Książęcych z Rzeczypospolitą Obojga Narodów
- 29 listopada – poronienie przez królową
- nadanie praw miejskich Górze Kalwarii.
- spalenie na stosie w Wiźnie Barbary Królki po oskarżeniu, że jest czarownicą i że rzuca czary[2].

## Wydarzenia na świecie
- 29 kwietnia – Klemens X został papieżem.
- 2 maja – została założona Kompania Zatoki Hudsona, korporacja handlowa, której w dzierżawę oddano obszar dorzecza wszystkich rzek uchodzących do Zatoki Hudsona (blisko 4 mln km² - tj. niemal 50% powierzchni współczesnej Kanady i część obecnego USA w Minnesocie i Dakocie Północnej), posiadająca monopol na wszelki handel i łowiectwo na tym terenie.
- 26 maja – wojna Francji z koalicją hiszpańsko-austriacko-lotaryńską: królowie Anglii Karol II i Francji Ludwik XIV zawarli tajne porozumienie w Dover.
- 18 lipca – podpisano traktat madrycki (1670) kończący I wojnę angielsko-hiszpańską.
- Wrocław: rozpoczęto wydawanie pierwszego na świecie pisma medycznego, Miscellanea Curiosa Medico-Physica.

## Urodzili się
- 3 maja – Michał Pius Fasoli, włoski franciszkanin, misjonarz w Etiopii, męczennik, błogosławiony katolicki (zm. 1716)
- 12 maja – August II Mocny, czyli August Wettyn, władca Saksonii, królem Polski od 1697 (zm. 1733)
- 20 sierpnia – Piotr Vigne, francuski lazarysta, założyciel Sióstr Najświętszego Sakramentu, błogosławiony katolicki (zm. 1740)
- 10 września – Samuel Marzorati, włoski franciszkanin, misjonarz w Etiopii, męczennik, błogosławiony katolicki (zm. 1716)
- 22 grudnia – Anna Zofia, księżniczka Saksonii-Gothy-Altenburga, księżna Schwarzburg-Rudolstadt (zm. 1728)

## Zmarli
- 6 stycznia – Karol z Sezze, włoski franciszkanin, mistyk, święty katolicki (ur. 1613)
- 17 stycznia – Aleksy Aleksiejewicz Romanow, książę z dynastii Romanowów (ur. 1654)
- 9 lutego – Fryderyk III Oldenburg, władca Danii i Norwegii (ur. 1609)
- 22 lutego – Joanna Maria Bonomo, włoska benedyktynka, mistyczka, błogosławiona katolicka (ur. 1606)
- 16 marca – Johann Rudolf Glauber, niemiecki aptekarz, alchemik i technolog (ur. 1604)
- 21 maja – Niccolò Zucchi, włoski astronom, jezuita (ur. 1586)
- 22 lipca – Burchard Müller von der Lühnen, szwedzki wojskowy (ur. 1604)
- 15 listopada – Jan Ámos Komenský, czeski prekursor pedagogiki (ur. 1592)

## Święta ruchome
- Tłusty czwartek: 13 lutego
- Ostatki: 18 lutego
- Popielec: 19 lutego
- Niedziela Palmowa: 30 marca
- Wielki Czwartek: 3 kwietnia
- Wielki Piątek: 4 kwietnia
- Wielka Sobota: 5 kwietnia
- Wielkanoc: 6 kwietnia
- Poniedziałek Wielkanocny: 7 kwietnia
- Wniebowstąpienie Pańskie: 15 maja
- Zesłanie Ducha Świętego: 25 maja
- Boże Ciało: 5 czerwca